# Iwan Wassiljewitsch Galanin

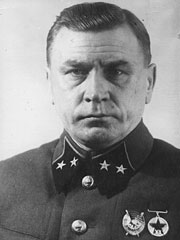
Iwan Galanin (ca. 1942)

Iwan Wassiljewitsch Galanin (russisch Иван Васильевич Галанин; * 13. Julijul. / 25. Juli 1899greg. in Pokrowka, Gouvernement Nischni Nowgorod, Russisches Kaiserreich; † 12. November 1958 in Moskau, Russische SFSR, Sowjetunion) war ein sowjetischer Generalleutnant.

## Leben
Iwan Wassiljewitsch Galanin wurde im Dorf Pokrowka im Gouvernement Nischni Nowgorod (heute im Worotynski rajon in der Oblast Nischni Nowgorod) geboren. 1919 trat Galanin in die Rote Armee ein und nahm als Soldat am Russischen Bürgerkrieg und an der Niederschlagung des Kronstädter Matrosenaufstandes teil.
Von 1938 bis 1939 kommandierte er die 57. Schützendivision in den Kämpfen im Japanisch-Sowjetischen Grenzkonflikt am Chalchyn gol. Am 4. Juni 1940 wurde Galanin zum Generalmajor befördert.
Zu Beginn des Großen Vaterländischen Krieges befehligte Galanin beim Unternehmen München das 17. Schützen-Korps der 18. Armee. Ab August 1941 kommandierte er die 12. Armee der Südfront, anschließend ab November 1941 die 59. Armee der Wolchow-Front (u. a. Schlacht um Tichwin und Schlacht am Wolchow). Im Oktober 1942 übernahm er das Kommando über die 24. Armee der Donfront, die an der Schlacht von Stalingrad beteiligt war (u. a. Operation Uranus). Am 27. Januar 1943 wurde Galanin zum Generalleutnant befördert. Ab April 1943 kommandierte er die 70. Armee der Zentralfront, die an der Schlacht von Kursk und Orjoler Operation teilnahm. Galanin befehligte die 4. Gardearmee in der Belgorod-Charkower Operation. Ab Februar 1944 kommandierte er die 53. Armee der 2. Ukrainischen Front in der Kesselschlacht von Tscherkassy. Anschließend kommandierte Galanin bis November 1944 wieder die 4. Gardearmee u. a. in der Operation Jassy-Kischinew und in der Apatin-Kaposvarer Operation. Er war der Erste, der mit dem Kutusoworden ausgezeichnet wurde.
Nach dem Krieg war er Stellvertretender Kommandeur des 7. Schützen-Korps der Gruppe der Sowjetischen Streitkräfte in Deutschland. Im September 1946 wurde er aus dem aktiven Dienst in den Ruhestand entlassen. Er starb 1958 und wurde auf dem Wwedenskoje-Friedhof in Moskau beigesetzt.

## Auszeichnungen
Beförderungen
- 4. November 1939: KomBrig
- 4. Juni 1940: Generalmajor
- 27. Januar 1943: Generalleutnant

- 2 × Leninorden (1944, 1945)
- 2 × Rotbannerorden (1939, 1944)
- 2 × Kutusoworden I. Klasse (28. Januar 1943 und 27. August 1943)
- Bogdan-Chmelnizki-Orden I. Klasse (19. Januar 1944)
- Jubiläumsmedaille „XX Jahre Rote Arbeiter-und-Bauern-Armee“
- Medaille „Für die Verteidigung Moskaus“
- Medaille „Für die Verteidigung Stalingrads“
- Medaille „Sieg über Deutschland“